# آهوی باستانی
آهوی باستانی (نام علمی: Gazella psolea) یک گونه نامعمول پیشاتاریخ آهو است که در آفریقا و عربستان زندگی می‌کرد. فقط از روی فسیل‌ها شناخته شده‌است. این باعث می‌شود تا زیرسردهٔ Deprezia به دلیل جمجمه منحصر به فرد خود در ریخت‌شناسی متفاوت باشد: این گونه ردیف بلندی از دندان‌های آسیای کوچک، و ناحیه بینی عجیب و غریب و استخوان‌های بینی کوتاه و دریچهٔ بینی بسیار بزرگ بینی داشت؛ بنابراین به نظر می‌رسد که می‌توانست هوای سرد و خشک را تنفس کند (اقتباس مشابهی که در سایگا دیده می‌شود)، اما اینکه چرا این ویژگی تکامل‌یافته‌است هنوز نسبتاً ناشناخته است. شاید مهاجرت‌های فصلی به کوه‌های اطلس بزرگ انجام می‌داد، جایی که چنین سازگاری می‌توانست سودمند باشد.
این گونه در پلیوسن پسین (حدود ۲٫۵ میلیون سال پیش) زندگی می‌کرد. بقایای آن در اهل اوغلم در نزدیکی کازابلانکا، مراکش یافت شده‌است.